# Sara Kjellin
Sara Kjellin, född 16 december 1977 i Stockholm, svensk freestyle- och puckelpiståkare.
Kjellin deltog i Olympiska vinterspelen 1998 i Nagano, OS 2002 i Salt Lake City och hon deltog också i OS 2006 i Turin där hon kom på fjärde plats i puckelpisttävlingen. 